# عملیات خاشاک

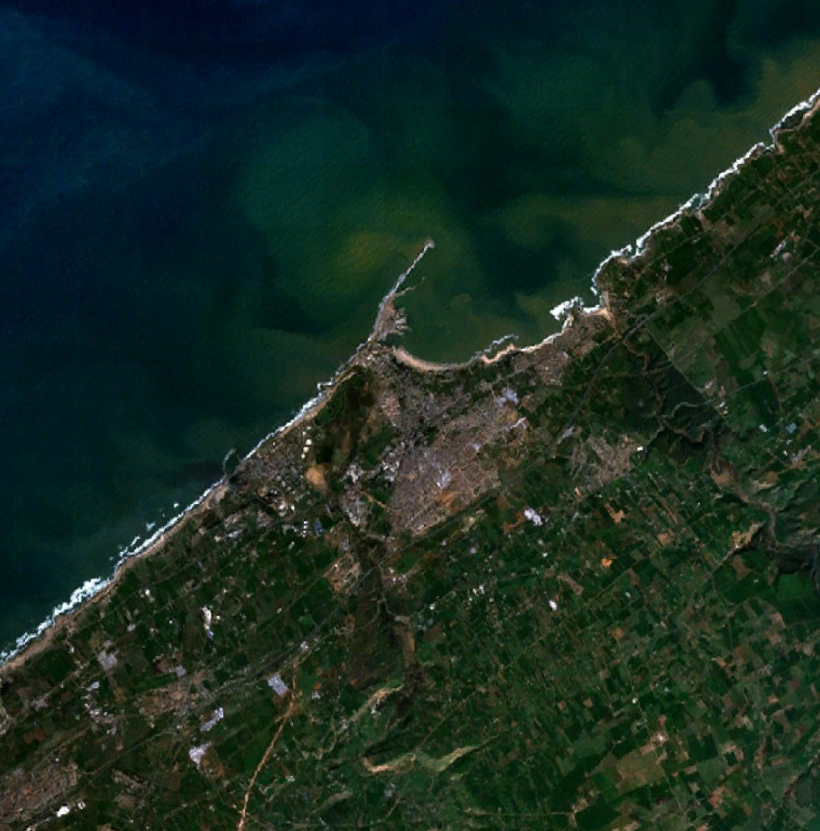
نمای محمدیه از ماهواره ناسا

عملیات خاشاک (انگلیسی: Operation Brushwood) بخشی از عملیات مشعل (عملیات پیاده‌سازی نیروهای متفقین در شمال آفریقا) در جنگ جهانی دوم بود.
اجرای عملیات در ۸ نوامبر ۱۹۴۲ و برای تصرف شهر محمدیه مراکش آغاز شد.تصرف شهر راه نیروهای متفق را برای تصرف شهر کازابلانکا بازتر می‌کرد.
در نهایت نیروهای متفق شهر را تصرف کردند و تا کازابلانکا پیشروی نمودند.